# Бристол Бладхаунд
Бристол Бладхаунд (енгл. Bristol Bloodhound) је британски ловачки авион. Први лет авиона је извршен 1923. године. 

Празан авион је имао масу од 1141 килограма. Нормална полетна маса износила је око 1921 килограма.

## Наоружање
| Наоружање авиона: Бристол Бладхаунд |                  |
| Ватрено (стрељачко) наоружање       |                  |
| Топ                                 |                  |
| Митраљез                            |                  |
| Број и ознака митраљеза             | 2 Викерс, 1 Луис |
| Калибар                             | 7,7              |
| Бомбардерско наоружање (бомбе)      |                  |
| Ракетно наоружање (ракете)          |                  |

## Земље које су користиле авион
- Велика Британија